# Gogoșu (Mehedinți)
Pour les articles homonymes, voir Gogoșu.
Gogoșu est une commune roumaine du județ de Mehedinți, dans la région historique de l'Olténie et dans la région de développement du Sud-Ouest.

## Géographie
La commune de Gogoșu est située au sud du județ, dans la plaine d'Olténie (Câmpia Oltenie), sur la rive gauche du Danube face à la Serbie. L'île d'Ostrovu Mare appartient à la commune. Le barrage des Portes de Fer II se trouve sur les deux bras du fleuve, ainsi que le système d'écluses permettant aux navires de franchir l'obstacle, ce qui permet aussi un passage de frontière vers la Serbie.
La commune est composée des quatre villages suivants (population en 2002) :
- Balta Verde (1 314) ;
- Burila Mică (890) ;
- Gogoșu (1 205), siège de la municipalité ;
- Ostrovu Mare (1 909).

## Histoire
La première mention écrite du village date de 1607 où il apparaît comme possession du paharnic (titre de noblesse roumain) Stanciu.
La commune a fait partie du royaume de Roumanie dès sa création en 1878.

## Religions
En 2002, 98,74 % de la population étaient de religion orthodoxe.

## Démographie
En 2002, les Roumains représentaient 92,34 % de la population totale et les Tsiganes 7,47 %. La commune comptait 1 580 ménages et 1 760 logements.
| 1992  | 2002  | 2007  |
| ----- | ----- | ----- |
| 7 210 | 5 418 | 4 430 |

## Économie
L'économie est basée sur l'agriculture, la pisciculture et l'apiculture.
La commune abrite la centrale hydroélectrique des Portes de Fer II.

## Lieux et monuments
- Barrage des Portes de Fer et lac de retenue.